# DigitalStyle
DigitalStyle是一家成立於1995年的美國加利福尼亚州小型私人軟體公司，由Rick Gessner、Peter Linss、Greg Kostello和James Hamerly創立。DigitalStyle的員工來自Xerox拆分的Chrystal Software，包括Steve Clark、Beth Epperson和Don Vale。
其旗艦產品WebSuite是1990年代末期領先的網站創作工具。WebSuite為初學者提供了先進的圖形和網頁編輯功能。是最早支援PNG的商業產品之一。
DigitalStyle在1997年被Netscape收購，主要是因為他們在HTML排版和網路技術方面的專長。DigitalStyle的James Hamerly成為Netscape客戶端產品部門副總裁。Rick Gessner成為Netscape工程總監。該團隊與現有的Netscape客戶端開發團隊整合後，為Gecko排版引擎的設計和實作做出了貢獻，該引擎使用在Mozilla的許多開放原始碼產品如Firefox。